# 巨勢男人
巨勢 男人（こせ の おひと）は、古墳時代の人物。氏は許勢とも記される。許勢小柄の曾孫。巨勢河上の子。

## 出自
男人の出自について、『紀氏家牒』では巨勢小柄-建彦宿禰-巨勢川辺宿禰（軽部宿禰）-巨勢川上宿禰-巨勢男人という系譜を記している。

## 経歴
武烈天皇崩御後の皇嗣選出にあたって男人は大臣であったが、大連・大伴金村が推薦した男大迹王について、皇統の子孫を調べると賢者は男大迹王しかいないとして、大連・物部麁鹿火と共に支持する。男大迹王が皇位についた（継体天皇）のちも、男人は引き続き大臣に任ぜられた。
継体天皇21年（527年）に発生した磐井の乱に際して、大連・大伴金村、大連・物部麁鹿火と共に将軍の適任者について諮問を受け、金村らと共に麁鹿火を推薦している。
継体天皇23年（529年）9月薨去。
安閑天皇元年（534年）安閑天皇が即位すると、娘の紗手媛・香香有媛は共に妃に立てられた。
『続日本紀』天平勝宝3年（751年）2月己卯条には、雀部真人が、巨勢男人は本来「雀部男人」であったのを誤って巨勢と記されたと奏上し、時の大納言であった巨勢奈弖麻呂もその主張を支持したため、訂正したと記されている。なお、この記事によれば、男人は継体・安閑朝に大臣であったと記されているが、『日本書紀』では継体天皇23年（529年）9月に亡くなったと記されており、『日本書紀』とは異なる史料が存在していたことがわかる。

## 系譜
- 父：巨勢河上[6]
- 母：不詳
- 妻：不詳
  - 女子：巨勢紗手媛[4] - 安閑天皇妃
  - 女子：巨勢香香有媛[4] - 安閑天皇妃